# Gabriel Achilier
Gabriel Eduardo Achilier Zurita (Machala, 24 marzo 1985) è un calciatore ecuadoriano, difensore dell'Orense e della Nazionale ecuadoriana.

## Carriera

### Club
Dal 2009 veste la maglia dell'Emelec.

### Nazionale
Nel 2008 debutta con la Nazionale ecuadoriana.
Viene convocato per la Copa América Centenario negli Stati Uniti.